# Tropicamida
La tropicamida es un fármaco anticolinérgico que se utiliza en forma de gotas oftálmicas para producir midriasis (dilatación de la pupila) y cicloplegia.

## Usos
La tropicamida es un agente parasimpaticolítico que produce midriasis de corta duración y cicloplegia por lo que se utiliza en oftalmología para poder visualizar con más facilidad el cristalino, el humor vítreo y la retina.
Debido a su corta duración de acción (entre 4 y 8 horas), se utiliza previamente a una exploración de fondo de ojo y en ocasiones tras una intervención quirúrgica ocular. Las gotas cicloplégicas se emplean también en el tratamiento de la uveitis anterior por disminuir el riesgo de formación de sinequias e inflamación en la cámara anterior del ojo. 

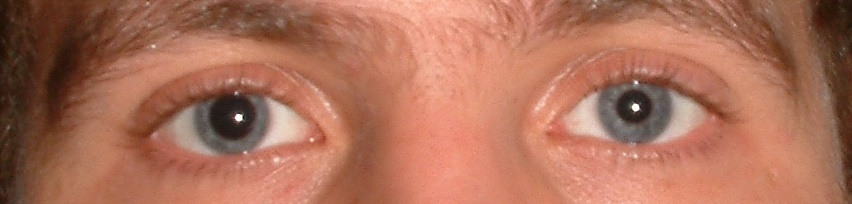
Se ha administrado tropicamida en colirio al ojo derecho, lo que ha ocasionado midriasis (dilatación de la pupila) y anisocoria (pupilas de diferentes diámetros

La tropicamida puede utilizarse asociada a fármacos simpaticomiméticos que causan estimulación directa del músculo dilatador del iris, lo que aumenta su acción dilatadora sobre la pupila. En Estados Unidos la sustancia simpaticomimética más utilizada en asociación con la tropicamida es la fenilefrina.

## Efectos secundarios
La tropicamida produce un aumento leve y transitorio de la presión intraocular en la mayoría de las personas a las que se administra. También puede ocasionar ojo rojo, conjuntivitis y alteraciones en la capacidad visual durante un corto espacio de tiempo tras su administración, por lo que no se debe conducir antes de recuperar la visión normal. 
En casos muy raros puede desencadenar la aparición de una crisis aguda de glaucoma de ángulo cerrado, especialmente en los pacientes que presentan un ángulo irido-corneal estrecho. Por ello no se debe administrar a personas con antecedentes de un episodio anterior de glaucoma agudo de ángulo estrecho. No existe contraindicación para su uso cuando existe glaucoma crónico simple o glaucoma de ángulo abierto.
Generalmente se prefiere el uso de tropicamida al de la atropina, pues aunque esta última sustancia también produce midriasis (dilatación de la pupila), la prolongada vida media de la atropina hace que el paciente pueda presentar visión borrosa durante un periodo prolongado de hasta una semana.

## Estéreoquímica
Tropicamide contiene un estereocentro y consta de dos enantiómeros. Este es un racemato, es decir, una mezcla 1: 1 de ( R ) - y la ( S ) forma:
| Enantiómeros de tropicamida | Enantiómeros de tropicamida |
| --------------------------- | --------------------------- |
| CAS-Nummer: 92934-63-9      | CAS-Nummer: 92934-64-0      |